# Snowstar Records
Snowstar Records est un label indépendant néerlandais, basé à Utrecht et fondé en 2003 par Cedric Muyres. Le label se concentre sur la musique indépendante, la musique d'auteur-compositeur-interprète et du folk. Pour le magazine belge Frontview Magazine, Snowstar « est connu pour la qualité indie de ses groupes et artistes comme I Am Oak, Kim Janssen, Broeder Dieleman et Donna Blue ».

## Histoire
Snowstar Records est créé en 2003 par Cedric Muyres en tant que label indépendant de punk rock. Muyres explique avoir créé ce label dans le but de sortir un album de son propre groupe musical : « Je n'avais aucune ambition ni aucun projet à l'époque », explique-t-il. 
Vers 2007-2008, Muyres obtient son diplôme : « c'est à ce moment-là que je me suis dit : soit je vais chercher un emploi et continuer à faire ça à côté, comme pendant mes études, soit je vais essayer tout ça. C'est ce que j'ai commencé à faire et je n'ai jamais rien fait d'autre ». Dès lors, en 2008, le label opère dans son intégrité à partir d'Utrecht et se concentre désormais sur la musique indépendante, le new folk et le slowcore. 
Certains des albums de Snowstar Records sont produits par Stefan Breuer (également membre des groupes I Am Oak et Lost Bear), tandis que Tammo Kersbergen (idem) s'est chargé d'une partie du mastering. Le label travaille également sur la distribution en dehors des Pays-Bas, en collaborant avec d'autres labels étrangers. Plusieurs albums sont sortis au Japon, en Allemagne, en Belgique, au Royaume-Uni, en Autriche, en Suisse, en Irlande, en Italie et aux États-Unis.
À partir de 2010, le label se fait connaître grâce aux albums de I Am Oak, Herrek et Kim Janssen, entre autres. En novembre 2013, Snowstar Records annonce la célébration de son dixième anniversaire avec l'organisation le 13 décembre de la même année, d'une grande fête à Tivoli Oudegracht, Utrecht. En 2018, le label célèbre son quinzième anniversaire. En 2020, le musicien Luka signe au label.

## Groupes et artistes
Les groupes et artistes notables du label (anciens et actuels) comprennent : I Am Oak, Remy van Kesteren, Jack Poels, Donna Blue, Town of Saints, Broeder Dieleman, Ella van der Woude, Kim Janssen, The Fire Harvest, Bonny Prince Billy, Lost Bear, Bart van der Lee, Herrek, LUIK, Luka, et Beachdog.